# بيشوب روبنسون
بيشوب روبنسون (بالإنجليزية: Bishop Robinson)‏ هو ضابط شرطة أمريكي، ولد في 16 يناير 1927 في بالتيمور في الولايات المتحدة، وتوفي في 6 يناير 2014 في توسون في الولايات المتحدة بسبب مرض آلزهايمر.